# Darhan
Darhan (mongolul Дархан) Darhan-Úl tartomány székhelye, 74 ezer lakosával Mongólia harmadik legnagyobb városa. Nevének jelentése kovács, kiváltságos. Rokon szava a régi magyar nyelvben a tárkány.

## Földrajz
Darhan az Orhon mellékfolyója, a Hará völgyében fekszik ‑ nem messze annak torkolatától ‑, a Hentij-hegység és a Bürengij-hegység között. A fővárostól Ulánbátortól 230 kilométerre északra található. A hőmérséklet nyáron 25–30 °C, télen ‒10– ‒30 °C.

### Természeti értékek
Darhan vidéke természeti erőforrásokban és nyersanyagban gazdag. A város közelében található szén, réz és vasérc lelőhely, valamint építőanyagok mint mészkő, homok, kavics és márvány.

## Története
1961-ben Mongólia nagyobb összegű segélyt kapott a Szovjetuniótól, hogy létrehozzanak egy az északi tartományokat ellátó ipari központot. Mivel a mai város helyén korábban csak egy kis vasútállomás volt, az újonnan épített város arculata egységes, a környező településekhez képest modern lett. A város tervezésénél figyeltek arra, hogy a füstös gyárak a város déli oldalára kerültek, így a gyakori északi szél tisztán tartja Darhan levegőjét.
A városban ma is több gyár és manufaktúra működik, ami Darhan-Úl tartomány lakosságának jelentős részének biztosít munkalehetőséget. A tartomány lakosságának 76%-a él Darhanban, nagy részük lakóházakban, a többiek pedig a várost körülölelő jurta negyedben. Darhan közel van az orosz határhoz, így jelentős orosz közösség él a városban.

## Kultúra
A központban, egy díszes faházban található a Harangín-kolostor, ami az utóbbi időkben újra buddhista kolostorként működik. A városban egy volt iskolaépületben buddhista oktatási központ is működik.
Ugyancsak Darhan ad helyet a Darhan-Úl tartományi Népművészeti Múzeumnak. A múzeumban a hagyományos öltözködést és eszközöket, valamint vallási tárgyakat bemutató tárlat mellett kitömött állatok láthatóak.

## Ipar
Az ipari negyedben található cementgyár, acélhengermű és bőrfeldolgozó üzem. Fejlett az élelmiszer feldolgozó iparág, ami magában foglalja a húsfeldolgozó üzemet, malmot, pék és cukrászműhelyeket, tejfeldolgozó üzemet, valamint alkoholos és üdítőital gyártást.
A legtöbb ipari létesítményt nemzetközi segítséggel építették. Jelentős pénzügyi és technikai segítséget nyújtottak:
- Szovjetunió – cementgyár, előregyártó üzem
- Magyarország – húskombinát
- Lengyelország – szénkitermelés
- Bulgária – szőrmegyár
- Csehszlovákia

1967-ben kezdődött a húskombinát építésének előkészítése. Eredetileg az építőmesteri munkákat kínai cégek végezték volna és a technológiai szerelést a magyarok. Az ebben az évben megromlott mongol-kínai-szovjet viszony miatt a koncepció megváltozott és a létesítmény teljes megvalósítása a magyarok kezébe, konkrétan a Komplex és a Gépexport külkereskedelmi vállalatokhoz került. 1968 és 1974 között épült fel a darhani húskombinát és hűtőház, ahol Holtság József vezetése alatt összesen, de nem egyidőben mintegy 800 magyar szakmunkás és egy mongol ezred katonái dolgoztak, sokszor -40 fokos hidegben. Az 1974-es nyári átadást követően a gyár fényesen bizonyította és teljesítette a tervezett paramétereket és 1990-ig a magyarok folyamatosan segítették a mongol szakmunkások képzését. 2002-ben még zavartalanul működött és termelt exportra a privatizált üzem.

## Közlekedés
Ulánbátorból aszfaltozott út vezet Darhanig, hossza 220 kilométer. A két város között menetrend szerinti buszjárat közlekedik. Darhantól ugyancsak aszfaltozott úton érhető el Szühebátor, valamint az orosz határ, mindkettő nagyjából 120 kilométerre.
Darhanon fut keresztül a Transzmongol vasútvonal. A vasút a várostól 35 kilométerre délre Szalhit településnél ágazik el Erdenet felé.

## Testvérvárosok
- Irving, Texas, USA
- Kaposvár, Magyarország (1973 óta)
- Ulan-Ude, Oroszország